# Andrij Łuciw
Andrij Mychajłowycz Łuciw, ukr. Андрій Михайлович Луців (ur. 8 kwietnia 1974) – ukraiński piłkarz i futsalista, grający na pozycji pomocnika, trener futsalowców.

## Kariera piłkarska
Wychowanek Lwowskiej Szkoły Sportowej. Swoją karierę zaczynał w 1991 jako piłkarz klubu Karpaty Kamionka Bużańska, grającej w II lidze ZSRR. W 1992 debiutował w mistrzostwach Ukrainy w składzie zespołu Promiń Wola Baraniecka. W czerwcu 1992 przeniósł się do Bukowyny Czerniowce, z którą w sezonie 1992 zajął szóste miejsce w ukraińskiej Wyższej Lidze. Potem był na przeglądzie w Dnieprze Dniepropietrowsk, FK Lwów oraz niemieckim zespole niższej ligi, ale nie pozostał w żadnej z drużyn. Od października 1993 występował w drużynie amatorskiej Domobudiwnyk Bursztyn.
Karierę w futsalu zaczynał w maju 1994 od gry w drużynie MFK Ukraina Lwów. W międzyczasie również bronił piłkarskich klubów Promiń Sambor, Awanhard Żydaczów, Łada Biłgoraj, Cementnyk-Chorda Mikołajów i Enerhetyk Bursztyn. Przez większość swojej futsalowej kariery Łuciw był zawodnikiem Enerhii Lwów, z którą zdobył w sezonie 2006/2007 Mistrzostwo Ukrainy. Zdobył także wicemistrzostwo tego kraju oraz grał w finale Pucharu Ukrainy 2006, w którym jego drużyna przegrała po rzutach karnych z Szachtarem Donieck. Dla klubu ze Lwowa zawodnik rozegrał ponad 200 spotkań. W sezonie 2008/2009 był zawodnikiem polskiego klubu Hurtap Łęczyca, a następnie grającym trenerem Grembacha Zgierz. Następnie pełnił funkcję grającego trenera rezerw Enerhii Lwów, z którymi występował na zapleczu ukraińskiej Ekstra-ligi. Od początku 2015 roku był grającym trenerem w drużynie polskiej Futsal Ekstraklasy - Red Devils Chojnice. 22 kwietnia rozwiązał kontrakt z klubem za porozumieniem stron. W drużynie z Chojnic jako zawodnik wystąpił w sześciu meczach ligowych. Przed rozpoczęciem sezonu 2015/16 został zawodnikiem pierwszoligowego Heiro Rzeszów, gdzie również pomagał trenować klub.

## Kariera trenerska
W 2009 rozpoczął pracę szkoleniową, łącząc funkcje gracza i trenera w Grembachu Zgierz. W sezonie 2010/11 również trenował i grał w farm-klubie Enerhija-2 Lwów. W pierwszej połowie 2015 był grającym trenerem Red Devils Chojnice. Od początku sezonu 2015/16 jest zawodnikiem pierwszoligowego Heiro Rzeszów, w którym pełni także funkcję asystenta trenera.

## Sukcesy i odznaczenia

### Sukcesy piłkarskie
Enerhija Lwów
- mistrz Ukrainy: 2006/07
- wicemistrz Ukrainy: 2005/06, 2007/08
- brązowy medalista mistrzostw Ukrainy: 2009/10
- finalista Pucharu Ukrainy: 2005/06
- finalista Superpucharu Ukrainy: 2006, 2007
- finalista Pucharu Ligi Ukrainy: 2003, 2005